# John Knox (Maler)

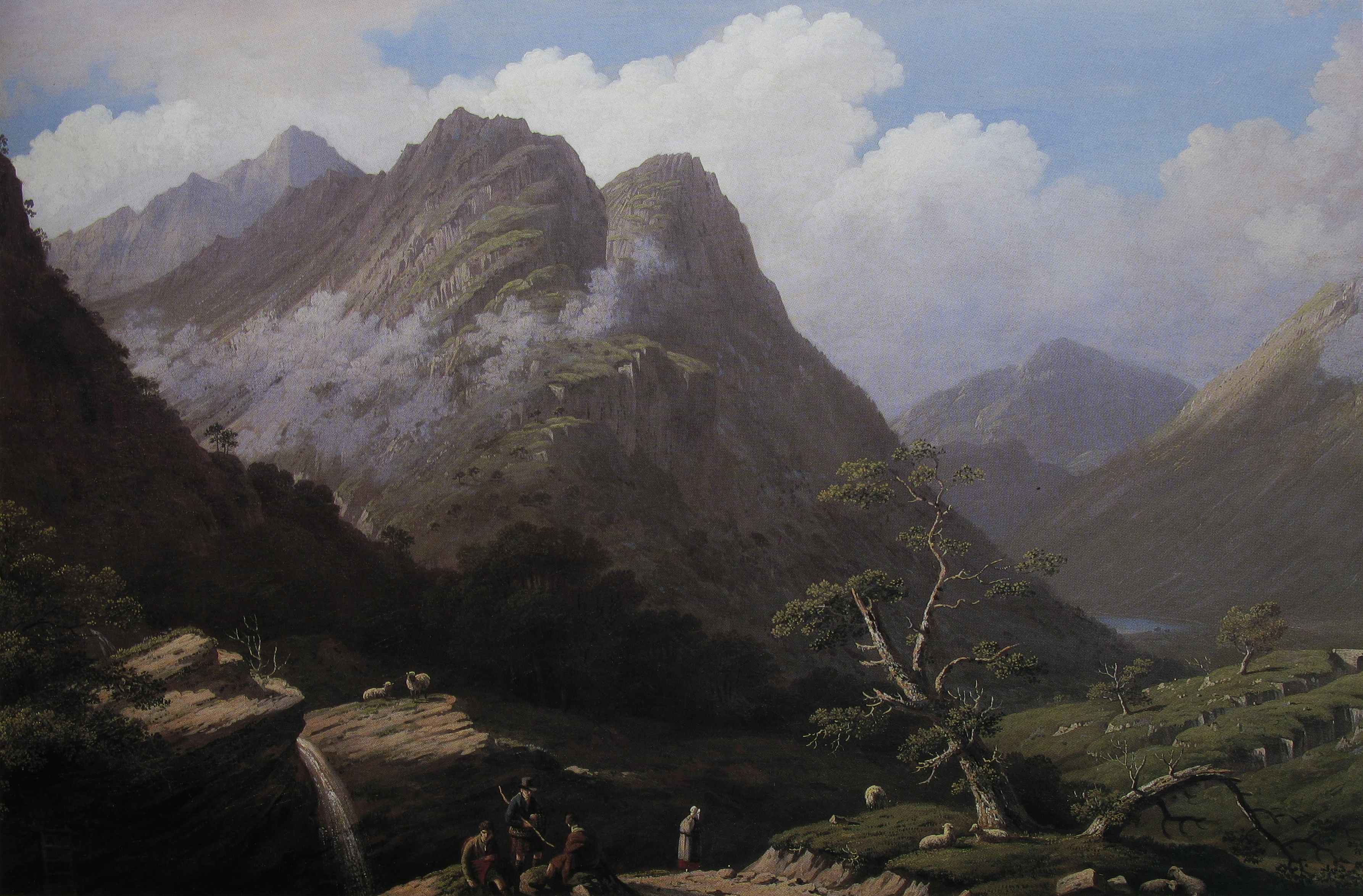
Glen Coe, 1832.

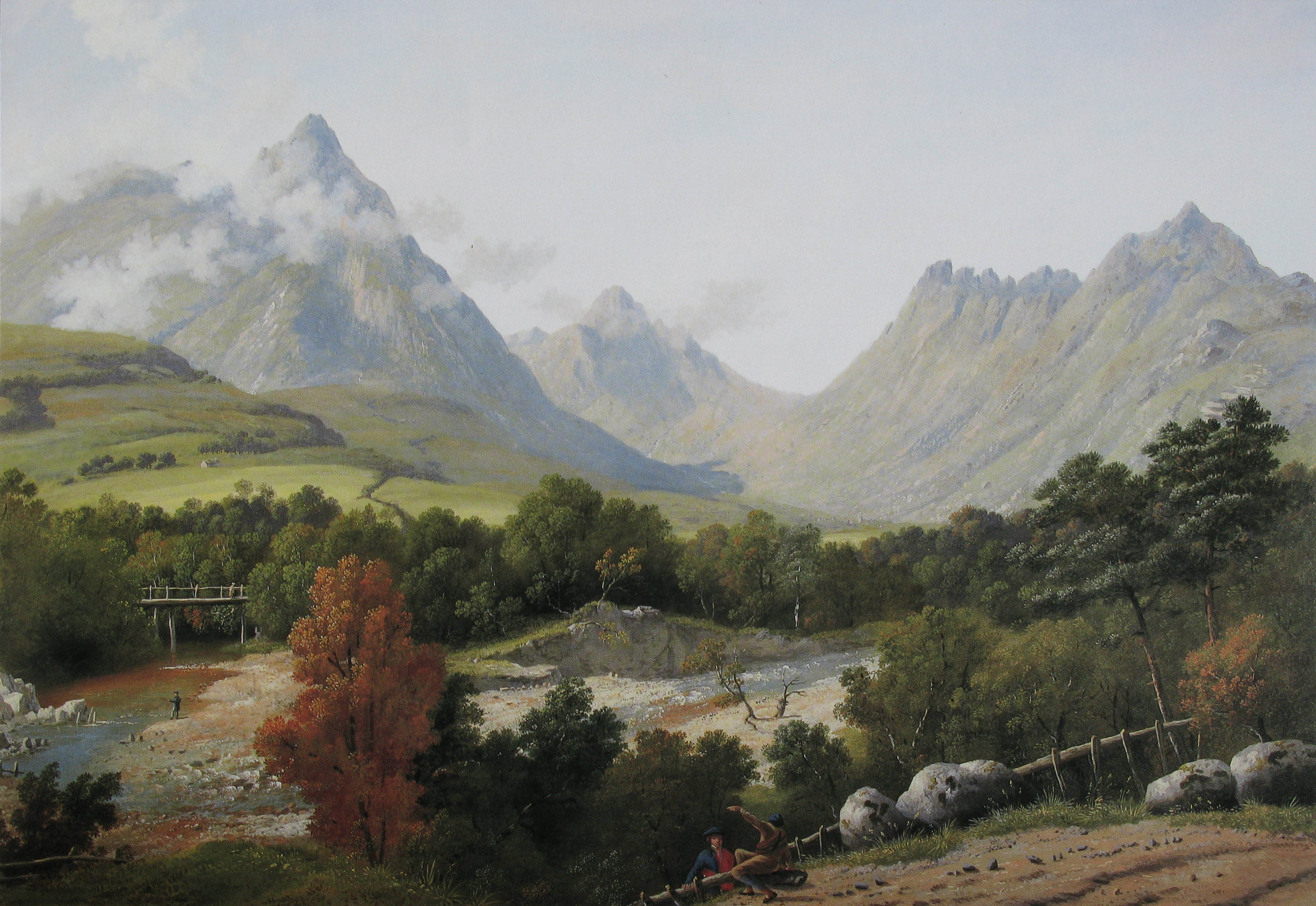
Isle of Arran, Glen Sannox.

John Knox (* 1778 in Paisley; † 1845) war ein schottischer Landschaftsmaler.

## Leben
John Knox war der Sohn eines Garnhändlers, der sich 1799 mit seiner Familie in Glasgow niederließ. Sein Lehrer war höchstwahrscheinlich der Maler Alexander Nasmyth; jedenfalls erscheint Knox in den vorhandenen Aufzeichnungen zuerst als Porträtmaler. Zwischen 1812 und 1816 ist sein Werdegang nicht nachzuweisen, 1817 gibt es jedoch wieder Hinweise auf Aktivitäten als Zeichenlehrer, und 1821 weist er sich schließlich als Landschaftsmaler aus. 
1823 publizierte er unter dem Titel Scottish Scenerie Drawn upon Stone eine Sammlung von Lithografien. 1829 beteiligte er sich an der Ausstellung der Glasgow Dilettanti Society mit einem Panoramabild vom Gipfel des Ben Lomond. Von 1828 bis 1836 lebte Knox in London und stellte Bilder in der Royal Academy of Arts sowie in der British Institution aus, darunter eine Ansicht von Brüssel (1831) sowie Szenerien aus dem Lake District und aus Schottland.
Knox genoss hohes Ansehen als Lehrer und zählte unter anderem Horatio McCulloch und William Leighton Leitch zu seinen Schülern.